# TDO Lužnice
TDO Lužnice je sdružení právnických osob v okresu Tábor, jeho sídlem je Želeč a jeho cílem je spojení sil a prostředků členských obcí pro ochranu životního prostředí v daném regionu a očistu řeky Lužnice. Sdružuje celkem 17 obcí a byl založen v roce 2002.

## Obce sdružené v mikroregionu
- Bechyně
- Černýšovice
- Dobronice u Bechyně
- Haškovcova Lhota
- Hlavatce
- Radětice
- Rataje
- Stádlec
- Březnice
- Hodětín
- Hodonice
- Komárov
- Malšice
- Mažice
- Skrýchov u Malšic
- Sudoměřice u Bechyně
- Záhoří
- Želeč
- Žíšov